# Erin Hunter
Erin Hunter ist ein Pseudonym für die britischen Autorinnen Kate Cary, Cherith Baldry und Victoria Holmes sowie die in Venezuela geborene Tui Sutherland. Sie wurden vor allem durch ihre Serie Warrior Cats bekannt, von der eine Vielzahl Bände auf der Bestsellerliste der New York Times standen. Seit 2012 gehört die schottische Autorin Gillian Philip dazu, seit 2013 schreibt auch Inbali Iserles unter dem Pseudonym.
Die Handlungen der Geschichten wurden meistens von Holmes entworfen.

## Geschichte
2003 kam der Verlag HarperCollins auf Victoria Holmes zu und bat sie, eine Fantasyserie über wilde Katzen zu schreiben. Da sie selbst keine Fantasyleserin war, war sie zunächst wenig enthusiastisch. Nachdem sie eine Handlung entworfen hatte, wurde Kate Cary einbezogen, um das Buch zu schreiben. Holmes überwachte die Details und edierte das Buch. Zum dritten Buch, Geheimnis des Waldes (Warrior Cats), stieß Cherith Baldry zu Erin Hunter. Später, nachdem Tui Sutherland das erste Warrior-Cats-Clanbuch geschrieben hatte, wurde Sutherland die vierte Erin Hunter. Später kam auch Clarissa Hutton hinzu.
Bei der Wahl des Namens sollte eine Nähe zum Zyklus Redwall von Brian Jacques deutlich werden, der einen ähnlichen Plot hatte wie Warrior Cats. Eine der Autorinnen schlug den Namen „Hunter“ (dt. Jäger) vor. Der von Victoria Holmes bevorzugte Vorname Erin wurde akzeptiert, da er ein starker keltischer Name ist und nicht besonders mädchenhaft. Laut Aussage von Cherith Baldry lag die endgültige Entscheidung über den Kollektivnamen allerdings beim Verlag.

## Werke

### Warrior Cats
Warrior Cats: Original Serie (Warriors: The Prophecies Begin)
1. In die Wildnis. Beltz & Gelberg, Weinheim 2008, ISBN 978-3-407-81041-0. Englisch: Into the Wild (2003)
2. Feuer und Eis. Beltz & Gelberg, Weinheim 2008, ISBN 978-3-407-81042-7. Englisch: Fire and Ice (2003)
3. Geheimnis des Waldes. Beltz & Gelberg, Weinheim 2009, ISBN 978-3-407-81050-2. Englisch: Forest of Secrets (2003)
4. Vor dem Sturm. Beltz & Gelberg, Weinheim 2009, ISBN 978-3-407-81056-4. Englisch: Rising Storm (2004)
5. Gefährliche Spuren. Beltz & Gelberg, Weinheim 2009, ISBN 978-3-407-81055-7, Englisch: A Dangerous Path (2004)
6. Stunde der Finsternis. Beltz & Gelberg, Weinheim 2010, ISBN 978-3-407-81069-4, Englisch: The Darkest Hour (2004)

Warrior Cats: Die neue Prophezeiung (Warriors: The New Prophecy)
1. Mitternacht. Beltz & Gelberg, Weinheim 2011, ISBN 978-3-407-81083-0. Englisch: Midnight (2005)
2. Mondschein. Beltz & Gelberg, Weinheim 2011, ISBN 978-3-407-81084-7. Englisch: Moonrise (2005)
3. Morgenröte. Beltz & Gelberg, Weinheim 2011, ISBN 978-3-407-81093-9. Englisch: Dawn (2006)
4. Sternenglanz. Beltz & Gelberg, Weinheim 2011, ISBN 978-3-407-81094-6. Englisch: Starlight (2006)
5. Dämmerung. Beltz & Gelberg, Weinheim 2012, ISBN 978-3-407-81100-4. Englisch: Twilight (2006)
6. Sonnenuntergang. Beltz & Gelberg, Weinheim 2012, ISBN 978-3-407-81102-8 Englisch: Sunset (2007)

Warrior Cats: Die Macht der drei (Warriors: Power of Three)
1. Der geheime Blick. Beltz & Gelberg, Weinheim 2012, ISBN 978-3-407-81117-2. Englisch: The Sight (2007)
2. Fluss der Finsternis. Beltz & Gelberg, Weinheim 2012, ISBN 978-3-407-81118-9. Englisch: Dark River (2008)
3. Verbannt. Beltz & Gelberg, Weinheim 2013, ISBN 978-3-407-81134-9. Englisch: Outcast (2008)
4. Zeit der Dunkelheit. Beltz & Gelberg, Weinheim 2013, ISBN 978-3-407-81135-6. Englisch: Eclipse (2008)
5. Lange Schatten. Beltz & Gelberg, Weinheim 2013, ISBN 978-3-407-81146-2. Englisch: Long Shadows (2008)
6. Sonnenaufgang. Beltz & Gelberg, Weinheim 2013, ISBN 978-3-407-81148-6. Englisch: Sunrise (2009)

Warrior Cats: Zeichen der Sterne (Warriors: Omen of the Stars)
1. Der vierte Schüler. Beltz & Gelberg, Weinheim 2014, ISBN 978-3-407-81160-8. Englisch: The Fourth Apprentice (2009)
2. Fernes Echo. Beltz & Gelberg, Weinheim 2014, ISBN 978-3-407-81162-2. Englisch: Fading Echoes (2010)
3. Stimmen der Nacht. Beltz & Gelberg, Weinheim 2014, ISBN 978-3-407-81168-4. Englisch: Night Whispers (2010)
4. Spur des Mondes. Beltz & Gelberg, Weinheim 2014, ISBN 978-3-407-81170-7. Englisch: Sign of the Moon (2011)
5. Der verschollene Krieger. Beltz & Gelberg, Weinheim 2015, ISBN 978-3-407-81188-2. Englisch: The Forgotten Warrior (2011)
6. Die letzte Hoffnung. Beltz & Gelberg, Weinheim 2015, ISBN 978-3-407-81190-5. Englisch: The Last Hope (2012)

Warrior Cats: Der Ursprung der Clans (Warriors: Dawn of the Clans)
1. Der Sonnenpfad. Beltz & Gelberg, Weinheim 2015, ISBN 978-3-407-81201-8. Englisch: The Sun Trail (2013)
2. Donnerschlag. Beltz & Gelberg, Weinheim 2015, ISBN 978-3-407-81202-5. Englisch: Thunder Rising (2013)
3. Der erste Kampf. Beltz & Gelberg, Weinheim 2016, ISBN 978-3-407-82127-0. Englisch: The First Battle (2014)
4. Der Leuchtende Stern. Beltz & Gelberg, Weinheim 2016, ISBN 978-3-407-82126-3. Englisch: The Blazing Star (2014)
5. Der geteilte Wald. Beltz & Gelberg, Weinheim 2016, ISBN 978-3-407-74818-8. Englisch: A Forest Divided (2015)
6. Der Sternenpfad. Beltz & Gelberg, Weinheim 2016, ISBN 978-3-407-82175-1. Englisch: Path of Stars (2015)

Warrior Cats: Vision von Schatten (Warriors: A Vision of Shadows)
1. Die Mission des Schülers. Beltz & Gelberg, Weinheim 2017, ISBN 978-3-407-82190-4. Englisch: The Apprentice’s Quest (2016)
2. Donner und Schatten. Beltz & Gelberg, Weinheim 2017, ISBN 978-3407-82221-5. Englisch: Thunder and Shadow (2016)
3. Zerrissene Wolken. Beltz & Gelberg, Weinheim 2018, ISBN 978-3-407-82345-8. Englisch: Shattered Sky (2017)
4. Dunkelste Nacht. Beltz & Gelberg, Weinheim 2018, ISBN 978-3-407-75437-0. Englisch: Darkest Night (2017)
5. Fluss aus Feuer. Beltz & Gelberg, Weinheim 2019, ISBN 978-3-407-81241-4. Englisch: River of Fire (2018)
6. Wütender Sturm. Beltz & Gelberg, Weinheim 2019, ISBN 978-3-407-75464-6. Englisch: The Raging Storm (2018)

Warrior Cats Manga: Graustreif und Millie (Warriors Manga: Graystripe’s Adventure)
1. Der verlorene Krieger. Tokyopop, Hamburg 2008, ISBN 978-3-86719-475-4. Englisch: The Lost Warrior (2007)
2. Die Zuflucht des Kriegers. Tokyopop, Hamburg 2009, ISBN 978-3-86719-476-1. Englisch: Warrior’s Refuge (2007)
3. Die Rückkehr des Kriegers. Tokyopop, Hamburg 2009, ISBN 978-3-86719-477-8. Englisch: Warrior’s Return (2008)
4. Graustreif und Millie. Tokyopop, Hamburg 2010, ISBN 978-3-8420-0001-8 (Sammelband der drei Einzelbücher).

Warrior Cats Manga: Geißels Rache (Warriors Manga: Rise of Scourge)
1. Geißels Rache. Tokyopop, Hamburg 2015, ISBN 978-3-8420-2140-2. Englisch: The Rise of Scourge (2008)

Warrior Cats Manga: Tigerstern und Sasha (Warriors Manga: Tigerstar and Sasha)
1. Tigerstar & Sasha: Into the Woods (2008)
2. Tigerstar & Sasha: Escape From the Forest (2009)
3. Tigerstar & Sasha: Return To the Clans (2009)
4. Tigerstern und Sasha. Tokyopop, Hamburg 2011, ISBN 978-3-8420-0002-5 (Sammelband der drei Einzelbücher).

Warrior Cats Manga: Rabenpfotes Abenteuer (Warriors Manga: Ravenpaw’s Path)
1. Ravenpaw’s Path: Shattered Peace (2009)
2. Ravenpaw’s Path: A Clan in need (2010)
3. Ravenpaw’s Path: The Heart of a Warrior (2010)
4. Rabenpfotes Abenteuer. Tokyopop, Hamburg 2011, ISBN 978-3-8420-0003-2 (Sammelband der drei Einzelbücher).

Warrior Cats Manga: Der WolkenClan in Gefahr (Warriors Manga: SkyClan and the Stranger)
1. SkyClan and the Stranger: The Rescue (2011)
2. SkyClan and the Stranger: Beyond the Code (2011)
3. SkyClan and the Stranger: After the Flood (2012)
4. Der WolkenClan in Gefahr. Tokyopop, Hamburg 2013, ISBN 978-3-8420-0907-3 (Sammelband der drei Einzelbücher).

Warrior Cats: Special Adventures (Warriors: Super Edition)
1. Feuersterns Mission. Beltz & Gelberg, Weinheim 2010, ISBN 978-3-407-81075-5. Englisch: Firestars Quest (2007)
2. Das Schicksal des Wolkenclans. Beltz & Gelberg, Weinheim 2012, ISBN 978-3-407-81119-6. Englisch: SkyClan’s Destiny (2010).
3. Blausterns Prophezeiung. Beltz & Gelberg, Weinheim 2013, ISBN 978-3-407-81150-9. Englisch: Bluestar’s Prophecy (2009)
4. Streifensterns Bestimmung. Beltz & Gelberg, Weinheim 2014, ISBN 978-3-407-81172-1. Englisch: Crookedstar’s Promise (2011)
5. Gelbzahns Geheimnis. Beltz & Gelberg, Weinheim 2015, ISBN 978-3-407-81203-2. Englisch: Yellowfang’s Secret (2012)
6. Riesensterns Rache. Beltz & Gelberg, Weinheim 2016, ISBN 978-3-407-82174-4. Englisch: Tallstar’s Revenge (2013)
7. Brombeersterns Aufstieg. Beltz & Gelberg, Weinheim 2017, ISBN 978-3-407-82296-3. Englisch: Bramblestar’s Storm (2014)
8. Mottenflugs Vision. Beltz & Gelberg, Weinheim 2018, ISBN 978-3-407-82361-8. Englisch: Moth Flight’s Vision (2015)
9. Habichtschwinges Reise (2016)
10. Tigerheart’s Shadow (2017)
11. Crowfeather’s Trial (2018)
12. Eichhornschweifs Hoffnung. Beltz & Gelberg, Weinheim 2020, ISBN 978-3-407-75586-5. Englisch: Squirrelflight's hope  (2019)
13. Graustreifs Versprechen. Beltz & Gelberg, Weinheim 2022, ISBN 978-3-407-75648-0. Englisch: Graystripes vow  (2020)

Warrior Cats: Die Welt der Clans (Warriors: Field Guides)
1. Die letzten Geheimnisse. Beltz & Gelberg, Weinheim 2017, ISBN 978-3-407-82222-2. Englisch: Secrets of the Clans (2007)
2. Cats of the Clans (2008)
3. Das Gesetz der Krieger. Beltz & Gelberg, Weinheim 2011, ISBN 978-3-407-81097-7. Englisch: Code of the Clans (2009)
4. Battles of the Clans (2010)
5. Enter the Clans (2012) (Sammelband der Bücher Secrets of the Clans und Cats of the Clans)
6. The Ultimate Guide (2013)

Warrior Cats: Short Adventures (Warriors: Novellas)
1. Distelblatts Geschichte. Beltz & Gelberg, Weinheim 2016, ISBN 978-3-407-74646-7. Englisch: Hollyleaf’s Story (2012)
2. Nebelsterns Omen. Beltz & Gelberg, Weinheim 2018, ISBN 978-3-407-74921-5. Englisch: Mistystar’s Omen (2012)
3. Wolkensterns Reise. Beltz & Gelberg, Weinheim 2013, ISBN 978-3-407-74435-7. Englisch: Cloudstar’s Journey (2013)
4. The Untold Stories (2013) (Sammelband der Bücher Hollyleaf’s Story, Mistystar’s Omen und Cloudstar’s Journey)
5. Tigerclaw’s Fury (2014)
6. Blattsees Wunsch. Beltz & Gelberg, Weinheim 2014, ISBN 978-3407754905. Englisch:                          Leafpool‘s Wish (2014)
7. Taubenflugs Schicksal. Beltz & Gelberg, Weinheim 2018, ISBN 978-3-407-74897-3. Englisch: Dovewing’s Silence (2014)
8. Tales of the Clans (2014) (Sammelband der Bücher Tigerclaw’s Fury, Leafpool’s Wish  und Dovewing’s Silence)
9. Mapleshade’s Vengeance (2015)
10. Goosefeather’s Curse (2015)
11. Ravenpaw’s Farewell (2016)
12. Shadows of the Clans (2016) (Sammelband der Bücher Mapleshade’s Vengeance, Goosefeather’s Curse und Ravenpaw’s Farewell)
13. Spottedleaf’s Heart (2017)
14. Legends of the Clans (2017) (Sammelband der Bücher Spottedleaf’s Heart, Pinestar’s Choice und Thunderstar’s Echo)

### Seekers
Seekers (Original series)
1. Die Suche beginnt. Beltz & Gelberg, Weinheim 2012, ISBN 978-3-407-81104-2. Englisch: The Quest Begins (2008)
2. Am Großen Bärensee. Beltz & Gelberg, Weinheim 2012, ISBN 978-3-407-81105-9. Englisch: Great Bear Lake (2009)
3. Auf dem Rauchberg. Beltz & Gelberg, Weinheim 2012, ISBN 978-3-407-81115-8. Englisch: Smoke Mountain (2009)
4. Die letzte große Wildnis. Beltz & Gelberg, Weinheim 2013, ISBN 978-3-407-81116-5. Englisch: The Last Wilderness (2010)
5. Feuer im Himmel. Beltz & Gelberg, Weinheim 2013, ISBN 978-3-407-81138-7. Englisch: Fire in the Sky (2010)
6. Sternengeister. Beltz & Gelberg, Weinheim 2013, ISBN 978-3-407-81153-0. Englisch: Spirits in the Stars (2011)
7. Insel der Schatten. Beltz & Gelberg, Weinheim 2014, ISBN 978-3-407-81177-6. Englisch: Island of Shadows (2012)
8. Das schmelzende Meer. Beltz & Gelberg, Weinheim 2015, ISBN 978-3-407-81182-0. Englisch: The Melting Sea (2012)
9. Der Fluss der Bärengeister. Beltz & Gelberg, Weinheim 2015, ISBN 978-3-407-81204-9. Englisch: River of Lost Bears (2013)
10. Wald der Wölfe. Beltz & Gelberg, Weinheim 2016, ISBN 978-3-407-82105-8. Englisch: Forest of Wolves (2014)
11. Brennender Himmel. Beltz & Gelberg, Weinheim 2016, ISBN 978-3-407-82176-8. Englisch: The Burning Horizon (2015)
12. Der längste Tag. Beltz & Gelberg, Weinheim 2017, ISBN 978-3-407-82217-8. Englisch: The Longest Day (2016)

Seekers Manga
1. Toklo’s Story (2010)
2. Kallik’s Adventure (2011)
3. Lusa’s Tale (2012) (wurde nicht veröffentlicht)

### Survivor Dogs
Survivor Dogs (Original Serie)
1. Die verlassene Stadt. Beltz & Gelberg, Weinheim 2014, ISBN 978-3-407-81164-6. Englisch: The Empty City (2012)
2. Ein verborgener Feind. Beltz & Gelberg, Weinheim 2014, ISBN 978-3-407-81166-0. Englisch: A Hidden Enemy (2013)
3. Gefährliche Freunde. Beltz & Gelberg, Weinheim 2014, ISBN 978-3-407-81174-5. Englisch: Darkness Falls (2013)
4. Die finstere Gefährtin. Beltz & Gelberg, Weinheim 2015, ISBN 978-3-407-81192-9. Englisch: The Broken Path (2014)
5. Der düstere See. Beltz & Gelberg, Weinheim 2015, ISBN 978-3-407-81205-6. Englisch: The Endless Lake (2014)
6. Sturm der Hunde. Beltz & Gelberg, Weinheim 2016. ISBN 978-3-407-82106-5. Englisch: Storm of Dogs (2015)

Survivor Dogs: Dunkle Spuren (Survivors: The Gathering Darkness)
1. Ein Rudel in Aufruhr. Beltz & Gelberg, Weinheim 2016, ISBN 978-3-407-82162-1. Englisch: A Pack Divided (2015)
2. In tiefster Nacht. Beltz & Gelberg, Weinheim 2017, ISBN 978-3-407-82218-5. Englisch: Dead of Night (2016)
3. Ein namenloser Verräter. Beltz & Gelberg, Weinheim 2017, ISBN 978-3-407-82297-0. Englisch: Into the Shadows (2017)
4. Dunkle Spuren. Lauernde Gefahr. Beltz & Gelberg, Weinheim 2018, ISBN 978-3-407-74937-6. Englisch: Red Moon Rising (2017)
5. Eine sichere Zuflucht. Beltz & Gelberg, Weinheim 2018, ISBN 978-3-407-75439-4. Englisch: The Exile’s Journey (2018)

Survivors: Novellas
1. Alpha’s Tale (2014)
2. Sweet’s Journey (2015)
3. Moon’s Choice (2015)
4. Tales from the Packs (2015) (Sammelband der Bücher Alpha’s Tale, Sweet’s Journey und Moon’s Choice)

### Bravelands
1. Der Außenseiter. Beltz & Gelberg, Weinheim 2018, ISBN 978-3-407-82363-2. Englisch: Broken Pride (2017)
2. Das Gesetz der Savanne. Beltz & Gelberg, Weinheim 2018, ISBN 978-3-407-75446-2. Englisch: Code of Honor (2018)
3. Zeichen der Gebeine. Beltz & Gelberg, Weinheim 2019, ISBN 978-3-407-81244-5. Englisch: Blood and Bone (2018)
4. Jagende Schatten. Beltz & Gelberg, Weinheim 2019, ISBN 978-3-407-75467-7. Englisch: Shifting Shadows (2019)
5. Goldene Wölfe. Beltz & Gelberg, Weinheim 2020, ISBN 978-3-407-75557-5. Englisch: The Spirit Eaters (2020)
6. Der Letzte Schwur. Beltz & Gelberg, Weinheim 2020, ISBN 978-3-407-75587-2. Englisch: Oathkeeper (2020)